# U-Bahn-Station Neulaa
Die U-Bahn-Station Neulaa im 10. Wiener Gemeindebezirk ist eine  Station der U-Bahn-Linie U1 der Wiener U-Bahn. Die Eröffnung erfolgte am 2. September 2017. Sie ist Teil der Verlängerung der U1 vom Reumannplatz zur Therme Wien nach Oberlaa. Benannt ist sie nach dem südlich von ihr gelegenen Wohngebiet Neulaa.
Die Station wurde oberirdisch errichtet, wo bis 2014 die Straßenbahnlinie 67 verkehrt hat, deren Streckenabschnitt hier anlässlich der Wiener Internationalen Gartenschau 1974 in Oberlaa gebaut wurde. Am westlichen Ende gelangt man in eine Fußgängerpassage unter der U1 und der Donauländebahn mit Ausgängen zur Favoritenstraße, zur Ada-Christen-Straße in der Per-Albin-Hansson-Siedlung Ost und zur Pickgasse. Vom Ostende führt eine Brücke ebenfalls zur Ada-Christen-Gasse und ein Tunnel unter der Donauländebahn zur Weidelstraße.
Nördlich der Station Neulaa wurden umfangreiche Betriebsgebäude errichtet, die nach Fertigstellung mit Erdreich überdeckt und wieder begrünt wurden. Zwischen dieser Station und der Station Oberlaa entstanden neue Abstell- und Revisionshallen.
Westlich der Station, zwischen den Gleisanlagen und der Favoritenstraße, wurde eine Park-and-Ride-Anlage sowie eine Bike-and-Ride-Anlage errichtet.

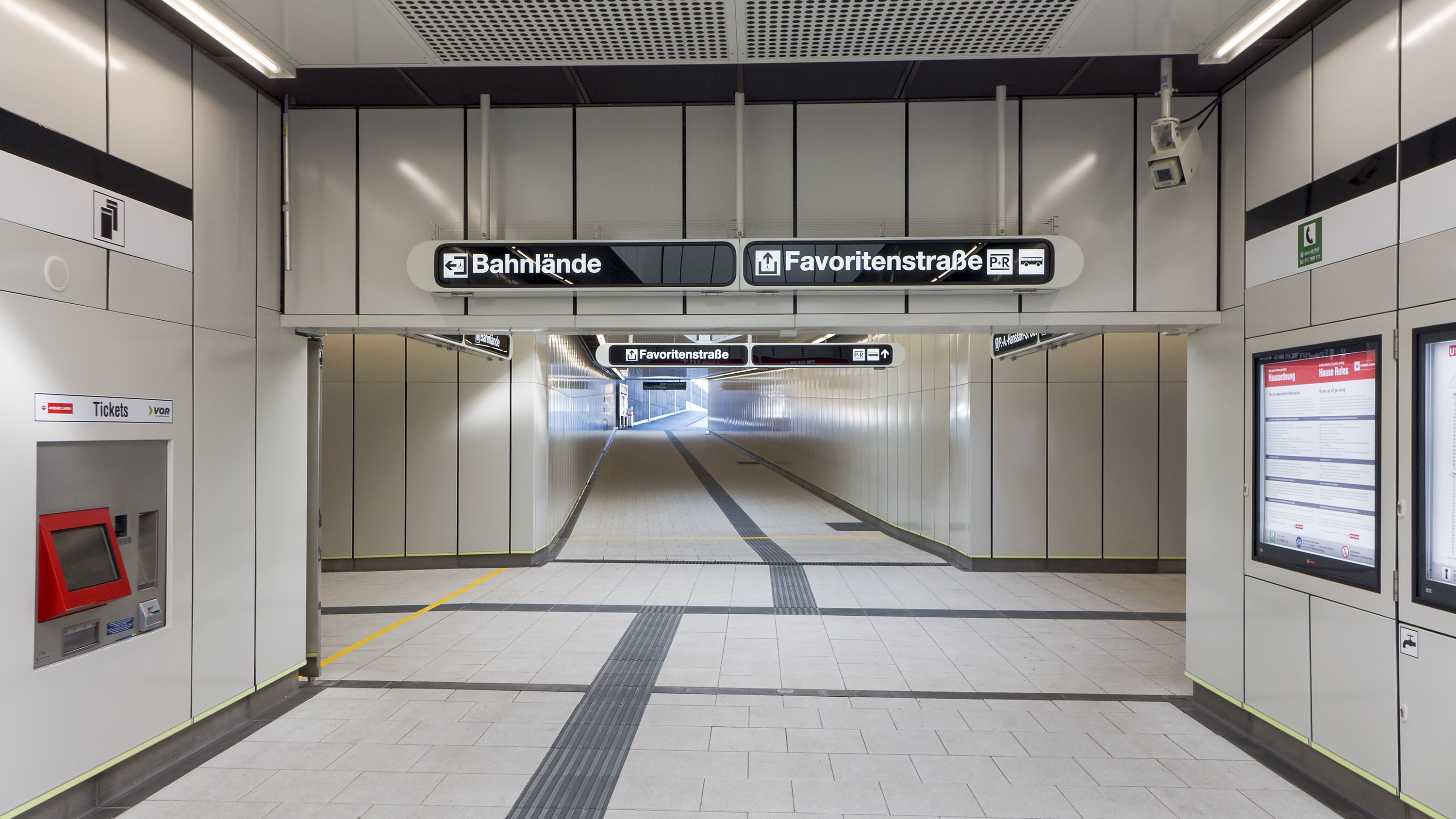
Aufnahmegebäude innen
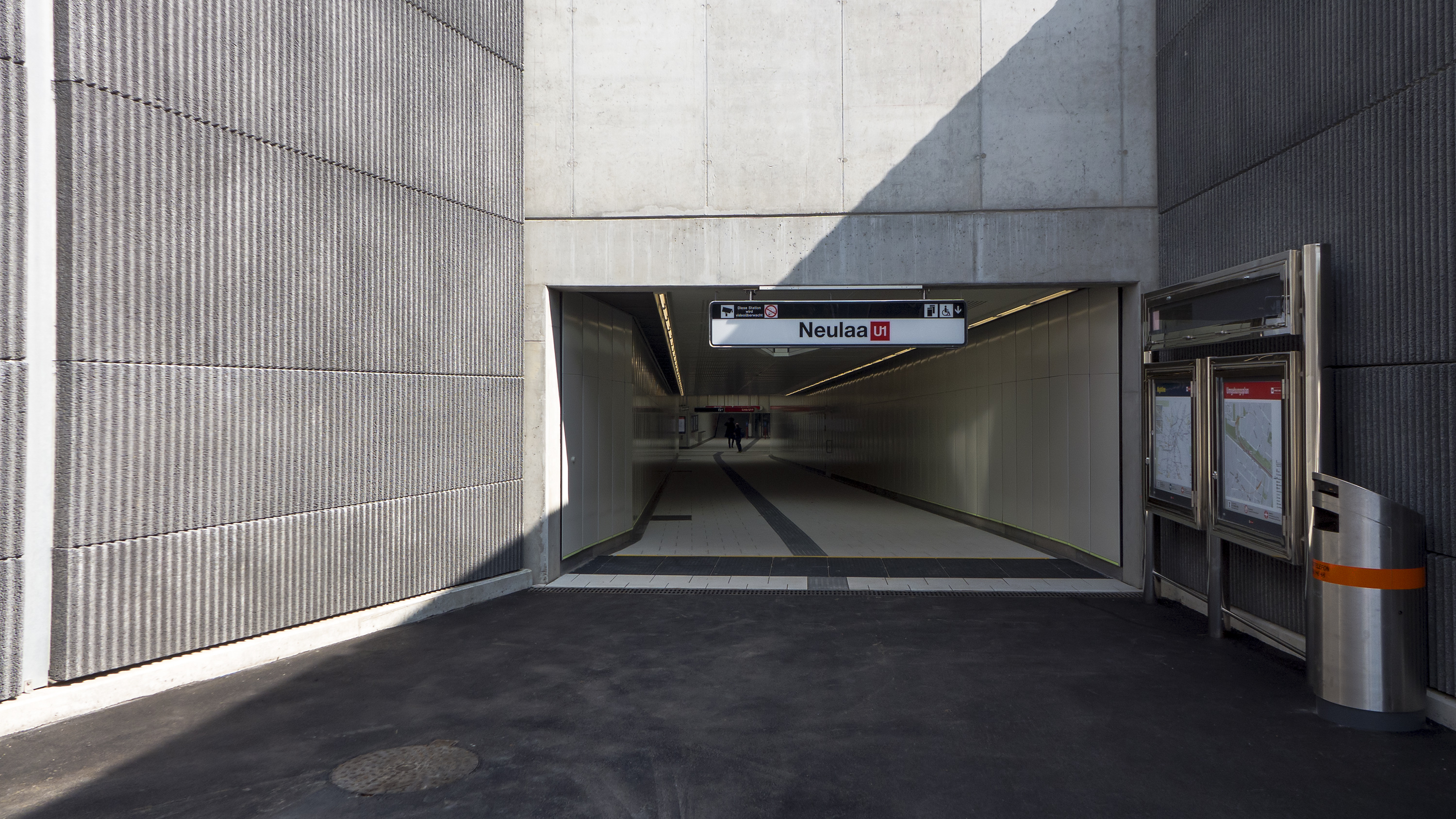
Ausgang Favoritenstraße
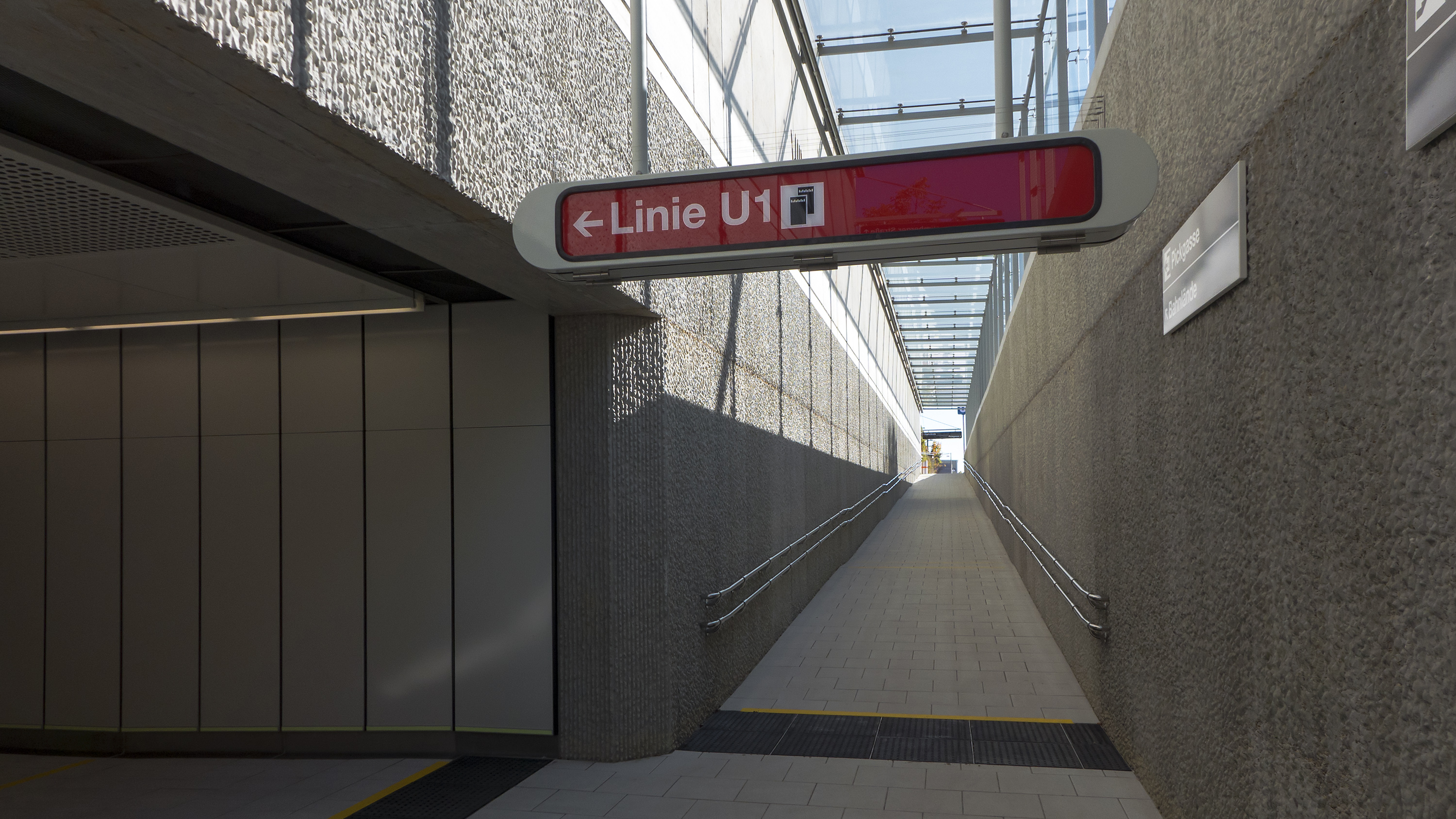
Ausgang Pickgasse
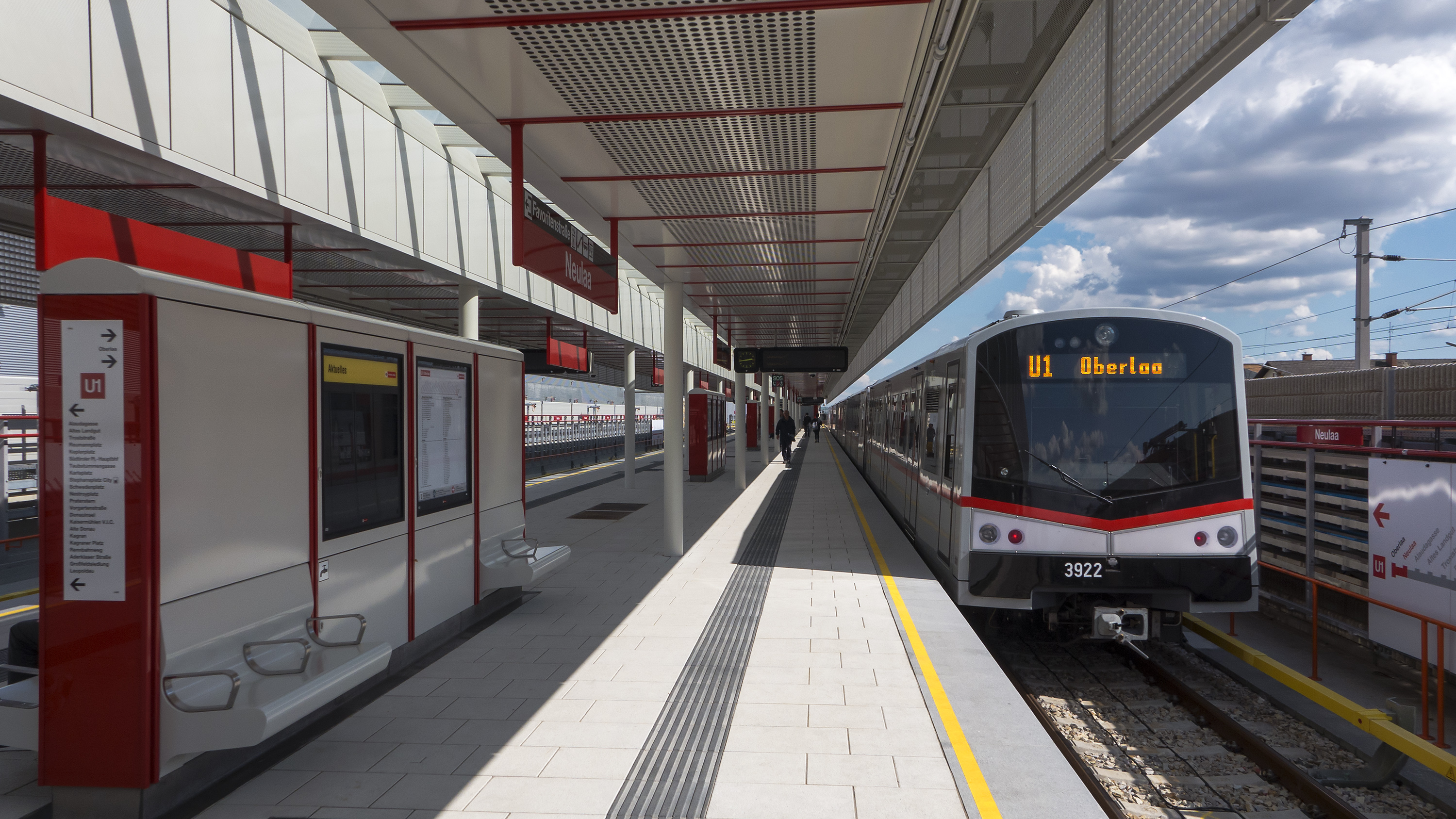
Bahnsteig Fahrtrichtung Oberlaa
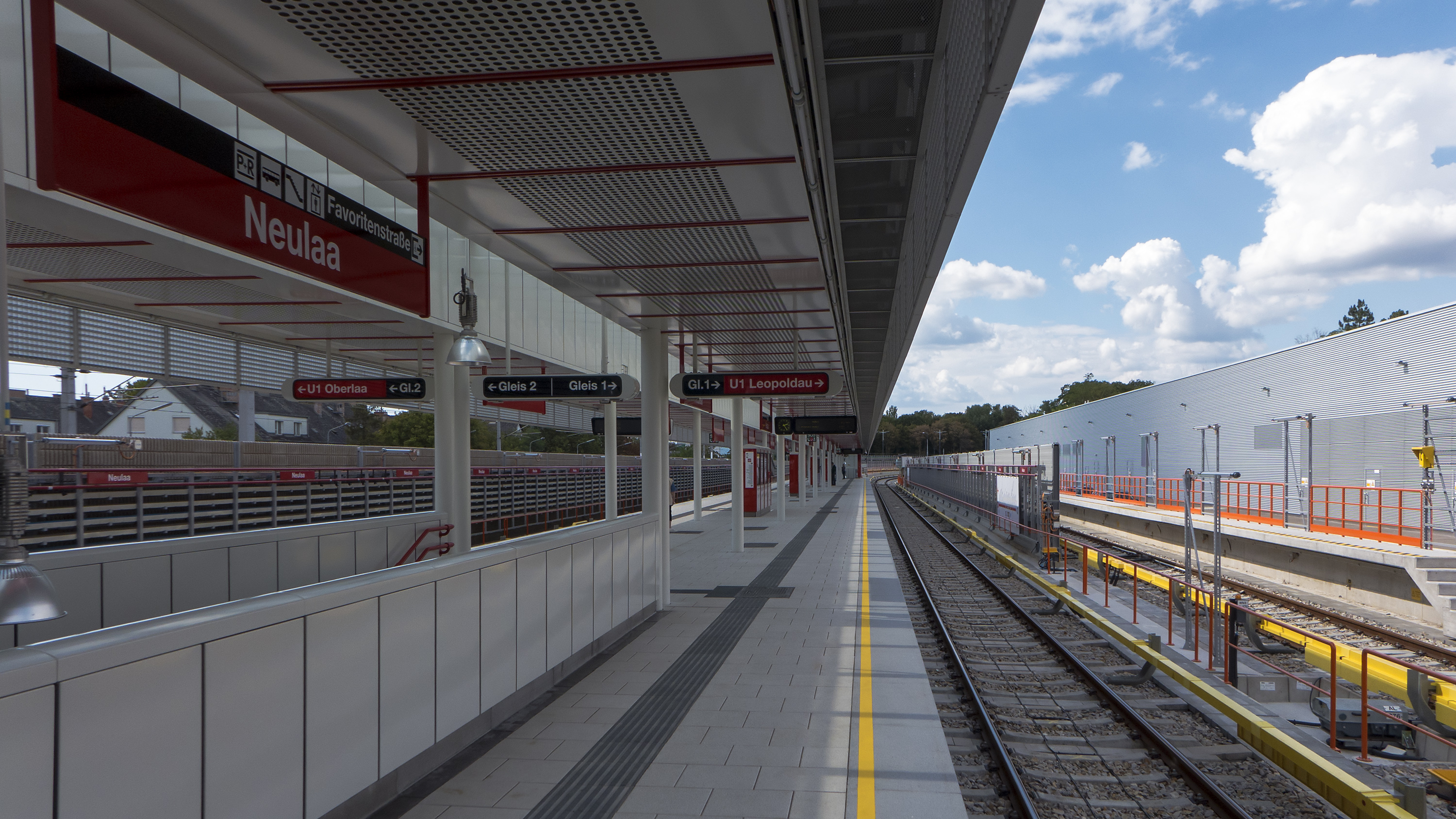
Bahnsteig Fahrtrichtung Leopoldau
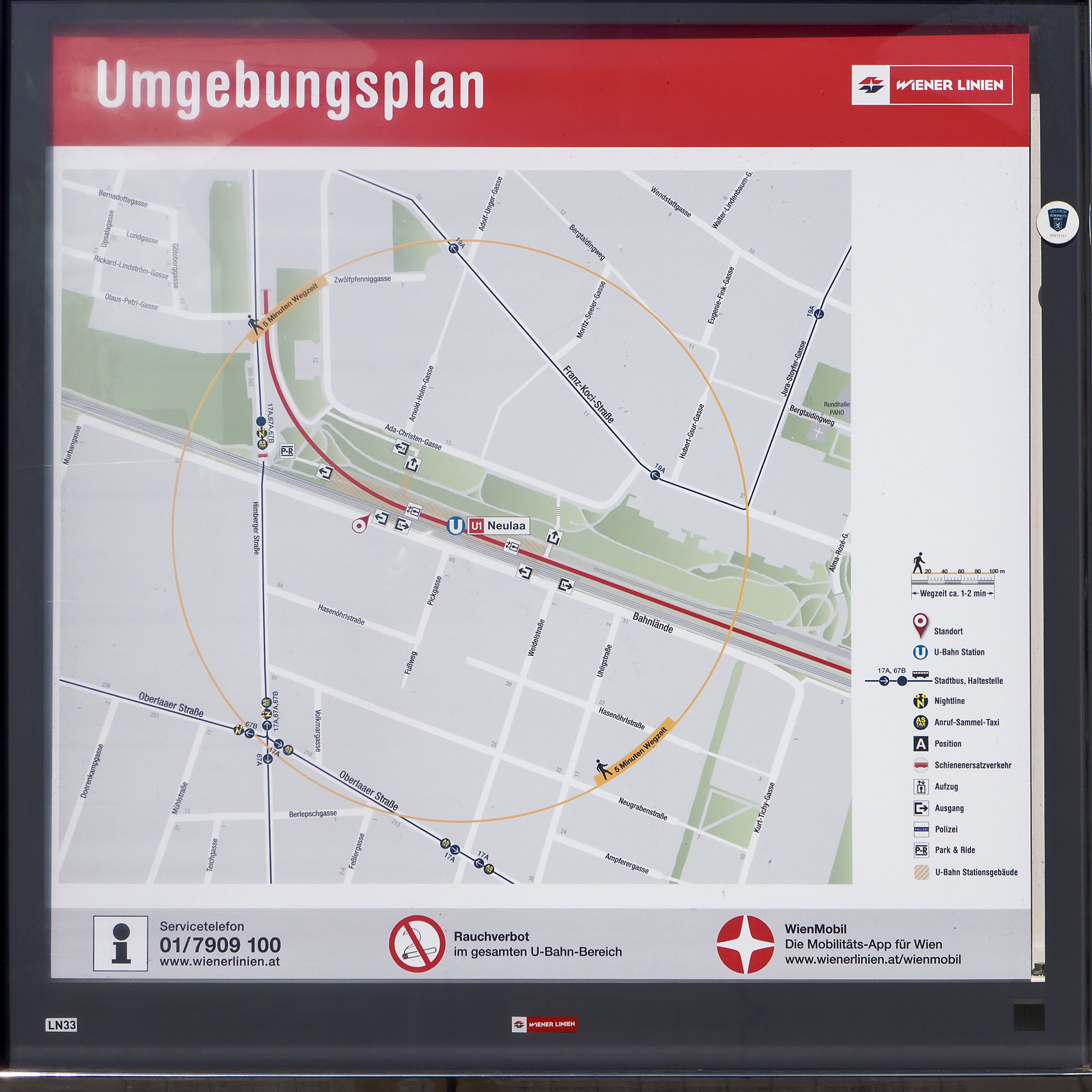
Umgebungsplan